# Hubert Sumlin

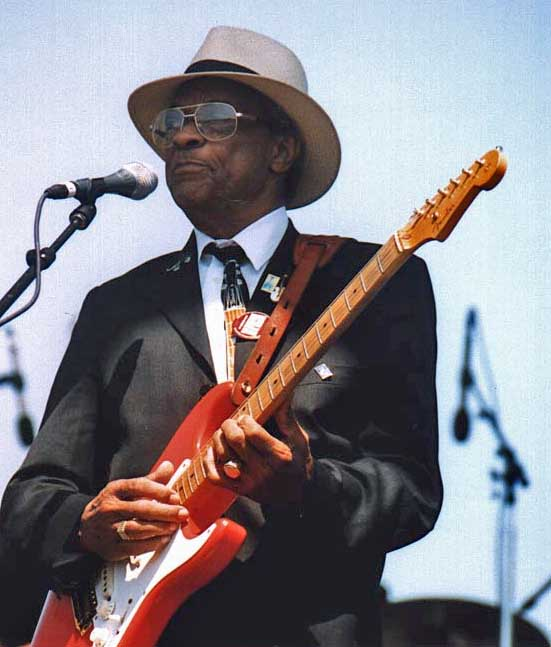
Hubert Sumlin vid Long Beach Blues Festival 2003.

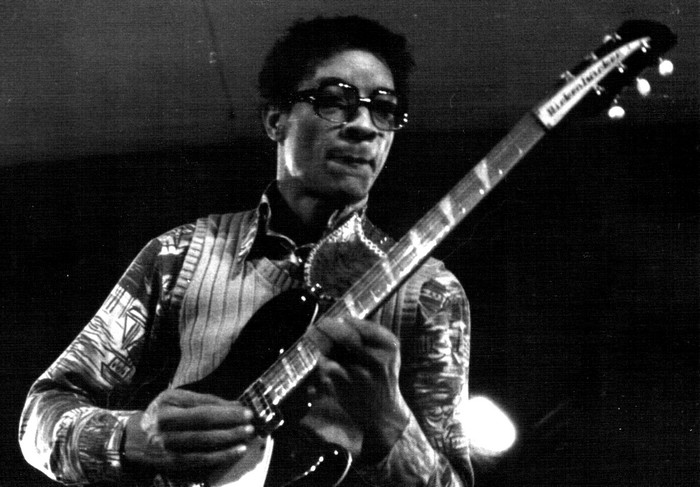
Sumlin under en konsert i Bagneux i Frankrike 1975.

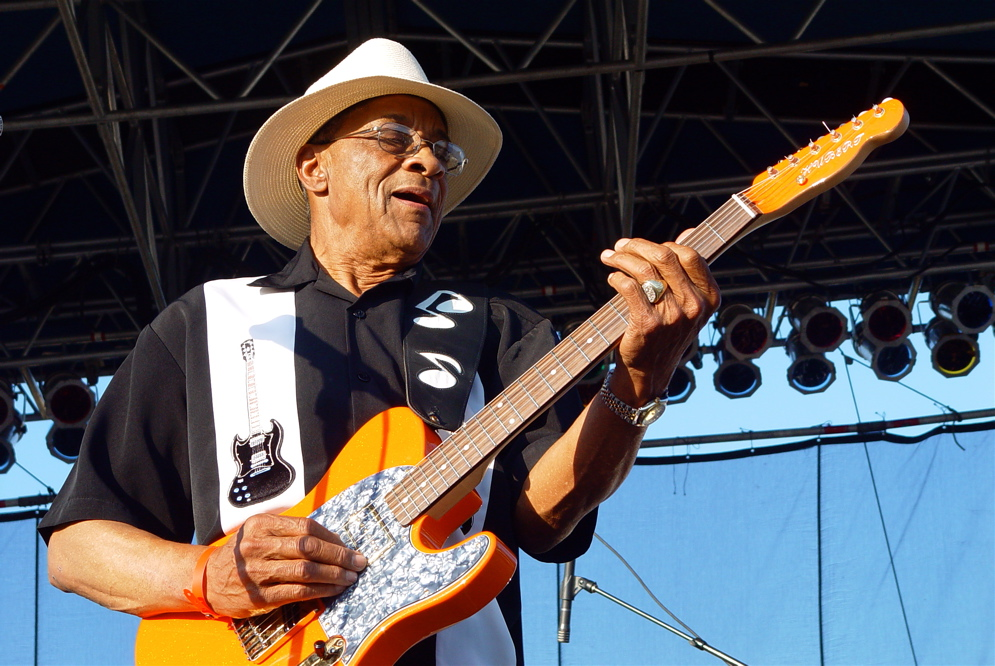
Hubert Sumlin i Sioux Falls 2006.

Hubert Charles Sumlin, född den 16 november 1931 i Greenwood, Mississippi, död den 4 december 2011 i Wayne, New Jersey, var en amerikansk bluesgitarrist och -sångare som framför allt är känd för sin medverkan i Howlin' Wolfs band från 1954 till bandledarens död 1976.

## Biografi och karriär

### I Södern
Lantbrukarsonen Hubert Sumlin (och hans bror) började spela på en diddley bow (uppspikad på husväggen) innan han vid åtta års ålder fick sin första gitarr av sin mor (vilken kostade henne en veckolön från den begravningsbyrå hon arbetade på). Strax därefter flyttade familjen till Hughes, cirka trettio kilometer sydväst om West Memphis i Arkansas. Sumlin började spela gitarr i kyrkan, men i skolan lärde han känna James Cotton och de bildade tillsammans med Pat Hare, samt en pianist och en trummis, en grupp som uppträdde på diverse utskänkningsställen. Under denna tid lärde han också känna Howlin' Wolf och denne ordnade speltid åt bandet på en radiostation i West Memphis.

### I Chicago med Wolf
Wolf flyttade till Chicago 1953 och året efter övertalade han Sumlin att lämna Arkansas och ansluta sig till "the Wolf Pack", eftersom Wolfs gitarrist Willie Johnson inte velat flytta med till Chicago. Sumlin stannade hos Wolf till 1956 då han gick över till rivalen Muddy Waters band, eftersom denne erbjöd honom tre gånger så hög lön, men han återvände året efter till Wolf och stannade med honom de kommande tjugo åren. Han var dock även med på inspelningar med, speciellt, Eddie Taylor och Jimmy Reed under Wolf-tiden. Han (och Wolf) gjorde sin första europaturné 1964 med American Folk Blues Festival och under denna gjordes de första inspelningarna i Sumlins eget namn, dels inspelningar i Östberlin tillsammans med Sunnyland Slim, Willie Dixon och Clifton James (det första albumet släpptes 1965 som American Folk Blues utan Sumlins namn på framsidan eller skivetiketten, 1969 var titeln Hubert's American Blues och skivetiketten säger "Hubert's Blues") och dels hans första (och enda helt egna) singel inspelad i England. Besöken av amerikanska bluesartister inspirerade europeiska musiker och grupper, som Eric Clapton och Rolling Stones, vilka besökte Chicago där de träffade bland andra Wolf och Sumlin. Så 1970 bjöds Wolf och Sumlin till England där de spelade in ett album tillsammans med Clapton, Bill Wyman, Charlie Watts, Steve Winwood och några till.

### På egen hand
I januari 1971 spelades Sumlins första egna amerikanska album in i Chicago (uppbackad av bland andra Willie Dixon och Sunnyland Slim) vilket gavs ut 1973. Efter Wolfs död 1976, fortsatte Sumlin några år tillsammans med tidigare medlemmar ur Wolfs band under namnet "The Wolf Gang". Kring 1980 var han i Europa några gånger (han gjorde även en turné i Argentina 1993). Hubert Sumlins sista inspelning är från Chicago Blues Festival den 10 juni 2004, men han fortsatte med spelningar när hälsan och läkarna tillät (se nedan under avsnittet "Personligt").

## Utmärkelser och liknande
Sumlin blev fyra gånger nominerad till en Grammy för album i vilka han varit mer eller mindre inblandad: 1998 för Tribute to Howlin' Wolf (samlingsalbum med flera artister), 1999 för Legends (tillsammans med Pinetop Perkins), 2005, för "det egna" About Them Shoes (medverkande bland andra Keith Richards, Eric Clapton, Levon Helm, David Johansen och James Cotton), samt 2010 för sitt bidrag till Kenny Wayne Shepherds Live! in Chicago.
Sumlin valdes in i Blues Hall of Fame 2008 och tilldelades Blues Music Award flera gånger.
Han rankades som nummer 43 av Rolling Stone på tidskriftens lista över tidernas 100 främsta gitarrister 2011.

## Personligt
Hubert Sumlin gifte sig 1982 med Willie Bea Reed (1917-1999) och, då hennes far blev svårt sjuk, flyttade paret till Milwaukee i Wisconsin 1989. 1999 konsterades Sumlin ha lungcancer, för vilken han fick behandling i New York, och 2003 opererades ena lungan bort. Han flyttade i samband med detta (och hustruns död 1999) till Totowa i New Jersey (strax sydväst om New York) där han bodde de sista tio åren av sitt liv. Hubert Sumlin dog av hjärtsvikt den 4 december 2010 på sjukhus i grannstaden Wayne. Hans begravning bekostades av Mick Jagger och Keith Richards (den senare hade också hjälpt till att finansiera Sumlins vårdkostnader). Makarna Sumlin är begravda på Washington Memory Gardens i Homewood, Illinois (några kilometer söder om Chicago).

## Diskografi
Utöver all medverkan på andras, speciellt Howlin' Wolfs, inspelningar och enskilda spår på samlingsalbum, har nedanstående givits ut under Hubert Sumlins namn (i=inspelningsår, u=utgivningsår):

### Singlar
- Across The Board / Sumlin Boogie (i:1964, u:1965)
- "Singlar"
  - Down In The Bottom (1987, på andra sidan Vinnie Moore Daydream - "ljudbilaga" i tidskriften Guitar Player 29)

### Album
- American Folk Blues (i:1964, u:1965) även (med viss variation) som
  - Hubert's "American" Blues! (u:1969)
  - Hubert Sumlin: Blues Anytime! (u:1994)
  - Hubert Sumlin: Blues Classics (u:1996)
- Hubert Sumlin and his friends (i:1971, u:1973)
- Hubert Sumlin: Groove (1975)
- Hubert Sumlin & Carey Bell: Gamblin' Woman! (1980)
- Hubert Sumlin: Gotta Run (1982)
- Hubert Sumlin's Blues Party (i:1986, u:1987)
- Hubert Sumlin: Heart & Soul (1989 - med James Cotton)
- Hubert Sumlin: Healing Feeling (1989)
- Hubert Sumlin: Blues Guitar Boss (i:1990, u:1994)
- Hubert Sumlin: Made In Argentina 1993 (i:1993, u:1995)
- Hubert Sumlin: I'm The Back Door Man (i:1993, u:1995)
- Hubert Sumlin & Billy Branch (i:1991, u:1998)
- Hubert Sumlin: I Know You (i:1997, u:1998)
- Pinetop Perkins / Hubert Sumlin: Legends (1998)
- Hubert Sumlin: Wake Up Call (i:1997, u:1998)
- Hubert Sumlin & David Johansen: Howlin' For Hubert (2004)
- Hubert Sumlin: About Them Shoes (i: 2002, u:2005 - med bland andra James Cotton, David Johansen, Eric Clapton, Keith Richards, Levon Helm)